# Puisqu'il faut vivre
Puisqu'il Faut Vivre è un album da solista del rapper francese Soprano.

## Tracce
1. Donc – 1:22
2. Le Divan – 3:06
3. Diam's - Mélancolique Anonyme – 4:04
4. Bombe Humaine – 5:38
5. halla halla – 4:44
6. Dans Ma Tête – 3:12
7. Moi J'ai Pas (Version Album) – 3:44
8. La Famille – 4:11
9. Tant Que Dieu (Remix) – 4:33
10. Juste Fais Le – 4:12
11. Le Bistrot Du Coin – 1:22
12. A La Bien – 4:00
13. Welcome – 4:44
14. Parle-moi – 5:29
15. Ferme Les Yeux Et Imagine Toi – 4:37
16. Passe-moi le mic – 4:12
17. Puisqu'il Faut Vivre – 5:54
18. L'hiver D'un Été – 3:43